# 薩美佑
薩美 佑（さつみ ゆう）は日本の漫画家。
トキワ荘プロジェクトに参加。甲斐谷荘に入居し、甲斐谷忍の指導を受ける。
2016年に『☆徒羅印（スタートライン）』でちばてつや賞第74回ヤング部門準大賞を受賞する。『☆徒羅印』は受賞作として『週刊ヤングマガジン』第28号（2016年6月13日発売、講談社）に掲載される。
『週刊ヤングマガジン』2016年38号（2016年8月22日発売、講談社）より『侠飯』（原作・福澤徹三）を連載する。

## 作品リスト
- 『☆徒羅印』 - ちばてつや賞第74回ヤング部門準大賞受賞作
- 『空愛＜そらあい＞』 - （2016年、『週刊ヤングマガジン』2016年34号（7月25日発売）掲載）[3]
- 『侠飯』 - （2016年 - 2018年、コミックス全7巻）